# Guntram (opera)
Guntram – opera z muzyką i librettem Richarda Straussa.

## Historia utworu
Guntram jest pierwszą operą skomponowaną przez Richarda Straussa w latach 1887–1894. Premiera opery miała miejsce w Weimarze w 10 maja 1894 roku i przyniosła sukces, jednak wznowienie rok później w Monachium było klęską. Strauss przeredagował utwór w latach 1934–1940 i wystawiono go w tej wersji, znów w Weimarze, lecz bez powodzenia. Guntram pozostaje pod silnym wpływem twórczości Wagnera, w twórczości Straussa nie stanowi oryginalnego osiągnięcia i jest operą rzadko wystawianą.